# Alibegovići
Alibegovići es un pueblo de la municipalidad de Bugojno, en el cantón de Bosnia Central, Bosnia y Herzegovina.

## Superficie
Posee una superficie de 0,64 kilómetros cuadrados.

## Demografía
Hasta 2013 la población era de 438 habitantes, con una densidad de población de 680,1 habitantes por kilómetro cuadrado.